# 奧斯伯恩 (堪薩斯州)
奧斯伯恩為美國堪薩斯州奧斯伯恩縣的一座城市，也是奧斯伯恩縣的縣治所在地。根據2010年美國人口普查，此城市人口有1,431人。

## 歷史
1871年5月，來自東南宾夕法尼亚州的移居者在此建立了奧斯伯恩。名稱以聯邦軍退伍軍人文森特·B·奧斯伯恩（Vincent B. Osborne）為名，且和所屬縣份同名。奧斯伯恩在1872年11月成為奧斯伯恩縣的永久縣治。1873年5月，地方法官正式宣布此聚居地為座城市，但市民未依照法律規定來組織政府，因而未果。五年後再度嘗試，結果成功，因此奧斯伯恩在1878年成為一座已建制的地區（城市）。「市」在1890年代中期從城市名稱當中剔除。
奧斯伯恩所羅門溪上方的一座橋梁於1878年建成。

## 人口統計
| 调查年                | 人口  | 备注   | %±     |
| --------------------- | ----- | ------ | ------ |
| 1880                  | 719   |        | —      |
| 1890                  | 1,174 |        | 63.3%  |
| 1900                  | 1,075 |        | −8.4%  |
| 1910                  | 1,566 |        | 45.7%  |
| 1920                  | 1,635 |        | 4.4%   |
| 1930                  | 1,881 |        | 15.0%  |
| 1940                  | 1,876 |        | −0.3%  |
| 1950                  | 2,068 |        | 10.2%  |
| 1960                  | 2,049 |        | −0.9%  |
| 1970                  | 1,980 |        | −3.4%  |
| 1980                  | 2,120 |        | 7.1%   |
| 1990                  | 1,778 |        | −16.1% |
| 2000                  | 1,607 |        | −9.6%  |
| 2010                  | 1,431 |        | −11.0% |
| 2014年估计            | 1,396 | [ 13 ] | −2.4%  |
| U.S. Decennial Census |       |        |        |

### 2010年普查
據2010年人口普查，此城市人口有1,431人，戶數633戶，390個家庭。人口密度為354.2人/每平方公里（917.3人/每平方英里）。此城市有776棟住宅，平均每平方公里有192.0棟住宅。此城市居民之種族中，白人佔97.7%，非裔美國人佔0.1%，美洲原住民佔0.6%，亞裔美國人佔0.5%，其他種族佔0.4%，混血種族則佔0.6%。而西班牙裔或拉丁裔美國人佔此城市人口的1.3%。
此城市之戶籍數計有633戶。其中擁有18歲以下孩童的住戶佔27.3%；已婚夫婦且同居的住戶佔50.4%，住戶為女性單親者佔7.6%；住戶為男性單親者佔3.6%；住戶並非一個家庭的佔38.4%。住戶為獨自一人居住的佔全戶之36.0%，其中有18.6%為65歲或以上之獨居老人。每戶住戶平均成員人數為2.16人，每個家庭平均成員人數則是2.79人。
此城市居民之年齡中位數為48.1歲。以年齡層分類，年齡低於18歲者佔21.7%；年齡介在18歲至24歲之間者佔5.8%；年齡介在25歲至44歲之間者佔17.1%；年齡介在45歲至64歲之間者佔28.6%；年齡高於65歲者佔27%。男性佔全市人口之48.3%，女性則佔全市人口之51.7%。
此城市每戶平均收入為35,400美元，每個家庭平均收入為51,042美元。男性平均收入34,200美元；女性平均收入20,880美元。此城市人均收入為19,902美元。此城市約有8.3%的家庭以及11.8%的居民低於貧窮門檻，其中18歲以下者占12.8%，65歲以上者佔13.8%。

### 2000年普查
據2000年人口普查，此城市人口有1,607人，戶數693戶，419個家庭。人口密度為413.6人/每平方公里（1,068.1人/每平方英里）。此城市有841棟住宅，平均每平方公里有216.5棟住宅。此城市居民之種族中，白人佔97.88%，非裔美國人佔0.19%，美洲原住民佔0.12%，亞裔美國人佔0.19%，太平洋島民佔0.06%，混血種族則佔1.56%。而西班牙裔或拉丁裔美國人佔此城市人口的0.19%。
此城市之戶籍數計有693戶，其中擁有18歲以下孩童的住戶佔26.1%；已婚夫婦且同居的住戶佔51.4%，住戶為女性單親者佔6.6%；住戶並非一個家庭的佔39.5%。住戶為獨自一人居住的佔全戶之37.2%，其中有21.2%為65歲或以上之獨居老人。每戶住戶平均成員人數為2.22人，每個家庭平均成員人數則是2.94人。
以年齡層分類，年齡低於18歲者佔23.9%；年齡介在18歲至24歲之間者佔5.7%；年齡介在25歲至44歲之間者佔22.1%；年齡介在45歲至64歲之間者佔21.3%；年齡高於65歲者佔27.0%。此城市居民之年齡中位數為44歲。性別比方面，每100名女性所對應的男性數為87.5名，如只計算18歲或以上的居民，則是每100名女性所對應的男性數為83.4名。

## 地理
奧斯伯恩坐落在北緯39度26分26秒、西經98度41分50秒（亦可表示為39.440651, -98.697118）處，海拔高度1,552英尺（473）。此城市位居中北堪薩斯州的281號美國國道和24号美国国道交叉口，距威奇托有134英里（216）；距堪薩斯城有219英里（352）；距丹佛則有339英里（546）。
奧斯伯恩坐落於北美大平原煙山地區的所羅門溪南支流北側。奧斯伯恩運河由西向東流經城市北端，為美國墾務局的韋伯斯特單位工程之一部分。
根據美国人口调查局的資料，此城市總面積為1.56平方英里（4.04平方），全境皆為陸地。

### 氣候
奧斯伯恩在7月最為炎熱，1月最為寒冷，5月最為潮濕。奧斯伯恩在1940年所測得的最高溫116°F（47°C）為歷年最高溫；而1989年所測得的最低溫-31°F（-35°C）為歷年最低溫。
| 堪薩斯州奧斯伯恩          | 堪薩斯州奧斯伯恩 | 堪薩斯州奧斯伯恩 | 堪薩斯州奧斯伯恩 | 堪薩斯州奧斯伯恩 | 堪薩斯州奧斯伯恩 | 堪薩斯州奧斯伯恩 | 堪薩斯州奧斯伯恩 | 堪薩斯州奧斯伯恩 | 堪薩斯州奧斯伯恩 | 堪薩斯州奧斯伯恩 | 堪薩斯州奧斯伯恩 | 堪薩斯州奧斯伯恩 | 堪薩斯州奧斯伯恩 |
| 月份                      | 1月              | 2月              | 3月              | 4月              | 5月              | 6月              | 7月              | 8月              | 9月              | 10月             | 11月             | 12月             | 全年             |
| ------------------------- | ---------------- | ---------------- | ---------------- | ---------------- | ---------------- | ---------------- | ---------------- | ---------------- | ---------------- | ---------------- | ---------------- | ---------------- | ---------------- |
| 历史最高温 °F（°C）       | 80 (27)          | 87 (31)          | 94 (34)          | 106 (41)         | 105 (41)         | 113 (45)         | 116 (47)         | 113 (45)         | 112 (44)         | 103 (39)         | 88 (31)          | 82 (28)          | 116 (47)         |
| 平均高温 °F（°C）         | 39 (4)           | 46 (8)           | 56 (13)          | 67 (19)          | 75 (24)          | 87 (31)          | 93 (34)          | 91 (33)          | 82 (28)          | 71 (22)          | 53 (12)          | 42 (6)           | 67 (20)          |
| 平均低温 °F（°C）         | 12 (−11)         | 17 (−8)          | 26 (−3)          | 37 (3)           | 48 (9)           | 59 (15)          | 65 (18)          | 62 (17)          | 52 (11)          | 38 (3)           | 25 (−4)          | 16 (−9)          | 38 (3)           |
| 历史最低温 °F（°C）       | −24 (−31)        | −22 (−30)        | −17 (−27)        | 9 (−13)          | 21 (−6)          | 33 (1)           | 41 (5)           | 38 (3)           | 18 (−8)          | 6 (−14)          | −10 (−23)        | −31 (−35)        | −31 (−35)        |
| 平均降水量 （mm）         | 0.60 (15)        | 0.80 (20)        | 2.21 (56)        | 2.58 (66)        | 4.02 (102)       | 3.20 (81)        | 3.91 (99)        | 3.12 (79)        | 2.30 (58)        | 1.63 (41)        | 1.60 (41)        | 0.76 (19)        | 26.73 (677)      |
| 来源：The Weather Channel |                  |                  |                  |                  |                  |                  |                  |                  |                  |                  |                  |                  |                  |

## 經濟
截至2013年，年齡高於16歲且具有勞動力的民眾占城市總人口的65.4%。其中軍人佔0.0%，民用勞動人口佔65.4%（就業人口佔62.8%，失業人口佔2.6%）。以職業來分類，就業人口當中有28.7%從事管理、商業、科學以及藝術方面的行業；18.3%從事服務業；14.6%從事製造、運輸以及物流方面的行業；11.1%則從事自然資源、建設以及保養方面的行業。勞工僱用比例前三大的行業分別為：教育服務、醫療保健和社會援助（18.2%）；批發業（11.3%）以及零售業（10.5%）。
奧斯本的生活成本相對較低；以美國的平均指數100來比較，則此城市的生活成本指數為79.4。截至2013年，此城市的平均房價為42,400美元，每月平均租金為492美元。

## 政府
奧斯伯恩歸類為第二類城市，城市政體為市长-议会制。市議會由6名市議員所組成，並於每月第一個及第三個禮拜三舉行。
奧斯伯恩為奧斯伯恩縣的行政中心。奧斯伯恩縣法院坐落於此城市，並且市政府的所有部門都在此城市進行公務。
奧斯伯恩位於堪薩斯州第一國會選區內。如再細分，則此城市位於堪萨斯州参议院第36選區以及堪萨斯州众议院第109選區內。

## 教育
奧斯伯恩所屬第392聯合學區，境內的公立學校有：
- 奧斯伯恩小學（K－6年級）
- 奧斯伯恩中學（7－12年級）

## 交通
281號美國國道以南北走向通過奧斯伯恩，並且與東西走向、正好位於城市北部的24号美国国道相交。24号美国国道在此相交點轉為南北向，並與281號美國國道共線。
奧斯伯恩市立機場坐落在此城市的東南部，此機場作為通用航空使用。
奧斯伯恩為凱爾鐵路西端的起點。此城市也是堪薩斯州與奧克拉荷馬州鐵路西北端的起點。

## 媒體
奧斯伯恩設有1家報社，名為Osborne County Farmer。
奧斯伯恩位於堪薩斯州威奇托-哈欽森電視市場內。

## 文化

### 地標景點
奧斯伯恩縣歷史博物館（Osborne County Historical Museum）展出了一些當地的歷史文物，包含古早農具、當時的服飾和日常用品，還有印地安人文物，以及一間於1912年建成且維持原貌的校舍等。
位於城市北端的一座路邊公園展示了關於北美洲大地測量中心點的資訊。而北美洲大地測量中心點位於奧斯伯恩南南東方約18英里（29）處。

## 知名人物
出生及（或）居住於奧斯伯恩的知名人物有：
- 克里斯·阿爾帕德（英语：Chris Arpad）（1967年－），鋼鼓手[33]
- 弗雷德·康威爾（英语：Fred Cornwell）（1961年－），美式足球近端鋒[34]
- 愛德華·路德·凱塞爾（英语：Edward L. Kessel）（1964年－1997年），生物學家[35]
- 喬·米勒（英语：Joe Miller (Alaska politician)）（1967年－），法官、阿拉斯加州政治人物[36]

## 外部連結
城市
- 奧斯伯恩市官方網站 （页面存档备份，存于）
- 奧斯伯恩—公職人員名錄

學校
- USD 392，所在學區

地圖
- 奧斯伯恩市地圖 （页面存档备份，存于），堪薩斯州運輸部

## 延伸閱讀
- History of the State of Kansas; William G. Cutler; A.T. Andreas Publisher; 1883. (Online HTML eBook)（页面存档备份，存于）
- Kansas : A Cyclopedia of State History, Embracing Events, Institutions, Industries, Counties, Cities, Towns, Prominent Persons, Etc; 3 Volumes; Frank W. Blackmar; Standard Publishing Co; 944 / 955 / 824 pages; 1912. (Volume1 - Download 54MB PDF eBook),(Volume2 - Download 53MB PDF eBook), (Volume3 - Download 33MB PDF eBook)